# 影刻本
影刻本，古籍刻本的類型之一，即照原書版式影刻的書本，或稱影刊本。所謂「影刻」，就是「以某一版本為底本，逐葉覆紙，將原底本的邊欄界行、版口魚尾、行款字數等，毫不改變地照樣描摹或雙勾下來，然後將描摹好的書葉逐一上版鐫雕。」其內容或形式與原書相同。
影刻與覆刻、仿刻在仿真程度上有所不同。

## 區別
一般廣義說來，影刻可以分成三種狀況：
（1）影刻本（狹義的影刻本）：用「摹」的方式，依原樣雕刻的書畫本。
（2）覆刻本：直接將原書拆散，葉面貼於木版上雕刻。
（3）仿刻本（翻刻）：用「臨」的方式。
就「像真度」來說是以覆刻本為最真，其次影刻本、再次仿刻本。
另外還有一種「重刻本」，它跟上述三種的影刻本（都是力求與原本近似）不同之處在於，雖然都是照著原本的本子刻，但它不論是行款或格式未必與原來相同，只有內容是一樣的。

## 延伸閱讀資料
1. 瞿冕良： 《中國古籍版刻辭典 》，齊魯書社, 1999年.
2. 姚伯岳：《中國圖書版本學》，北京大學出版社，2004年.
3. 施廷鏞著，張秀民校：《中國古籍版本概要》，天津古籍出版社 , 1987年.
4. 李致忠：《古籍版本知識500問》，北京圖書館出版社, 2001年.
5. 黃永年：《古籍版本學》，江蘇教育出版社，2005年.

1. ↑  李, 致忠. . 北京: 北京圖書館出版社. 2001: 394. ISBN 7501317224.